# Евсеев, Алексей Сергеевич
Алексей Сергеевич Евсеев (25 ноября 1921, Москва, РСФСР — 26 марта 2005) — советский инженер, лауреат Ленинской премии, один из основателей Волжского автомобильного завода, кандидат технических наук, профессор.

## Биография
Участвовал в Великой Отечественной войне.
В 1950 году окончил Московский автомеханический институт, устроился на работу инженером, а позднее главным металлургом в НИИТавтопром.
С 27 сентября 1966 года работал на «АвтоВАЗе», активно участвуя в становлении завода. Занимал должность главного металлурга, исполнял обязанности технического директора.
Евсеев, вопреки рекомендациям FIAT, с разрешения Е. А. Башинджагяна приобрёл для металлургического производства завода печи шведской фирмы ASEA, ранее не поставлявшиеся в СССР, но по расчётам Евсеева оптимально подходившие под нужды завода. Это оборудование проработало на Автовазе минимум до 2013 года.
С 1976 года стал начальником управления по развитию производства оборудования и оснастки Автоваза.
Скончался 26 марта 2005 года после тяжёлой продолжительной болезни. Похоронен на Введенском кладбище Москвы (5 уч.).

## Награды
- Ленинская премия[2].;
- Орден Ленина[2].;
- Орден Октябрьской революции[2].;
- боевые награды[2].